# Nepomuki Szent János a művészetben
Nepomuki Szent János igen gyakran szerepel a művészetben, a festészetben és a szobrászatban egyaránt.

## Szobrok a tiszteletére
Számos településen állítottak szobrot tiszteletére, főként a barokk korban.
Ezek a szobrok több helyütt folyóvizeknél, hidaknál állnak, mivel ő az úton és vízen járók védelmezője.

### Képtár

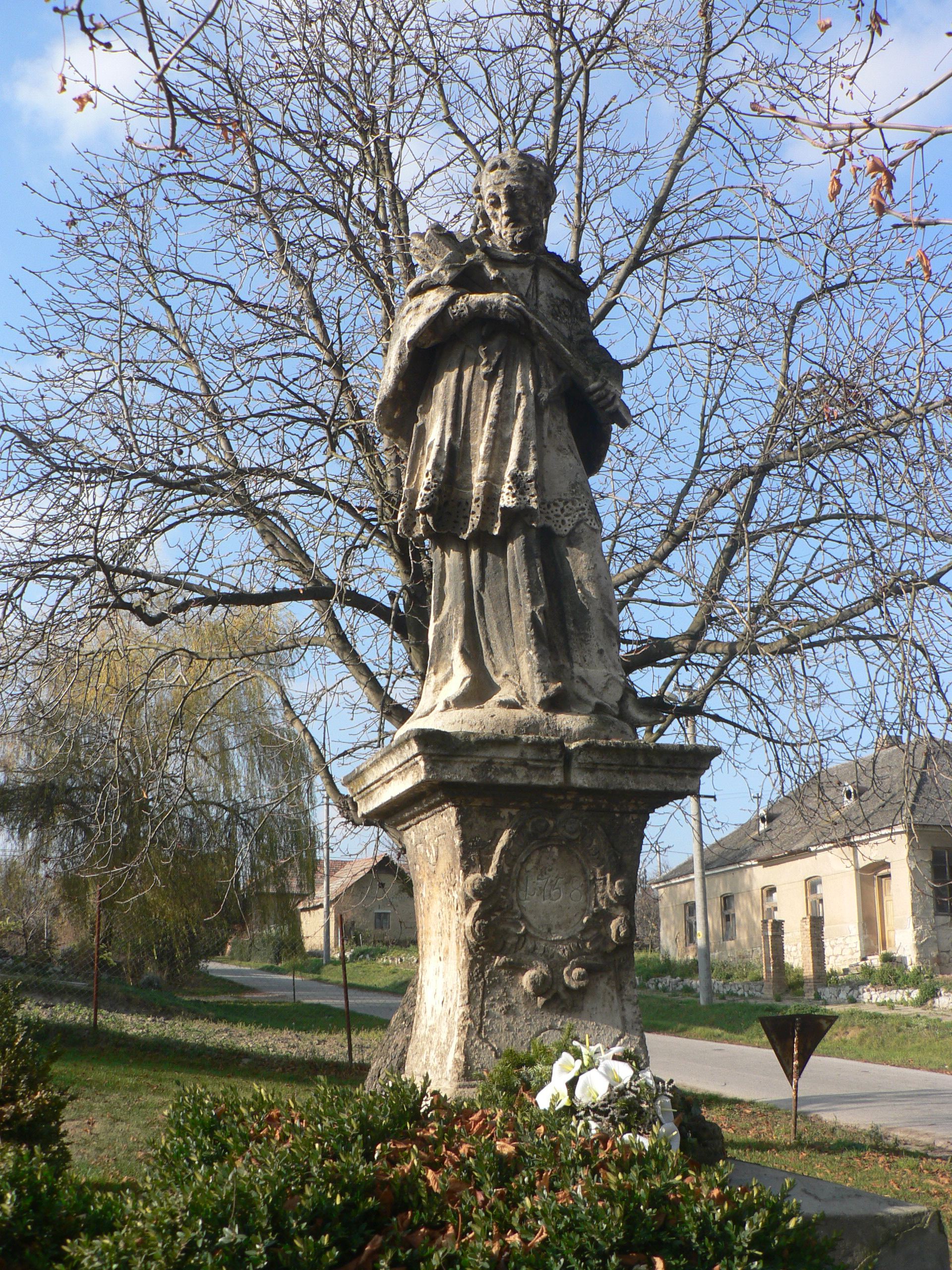
Bélán (Szlovákiában)
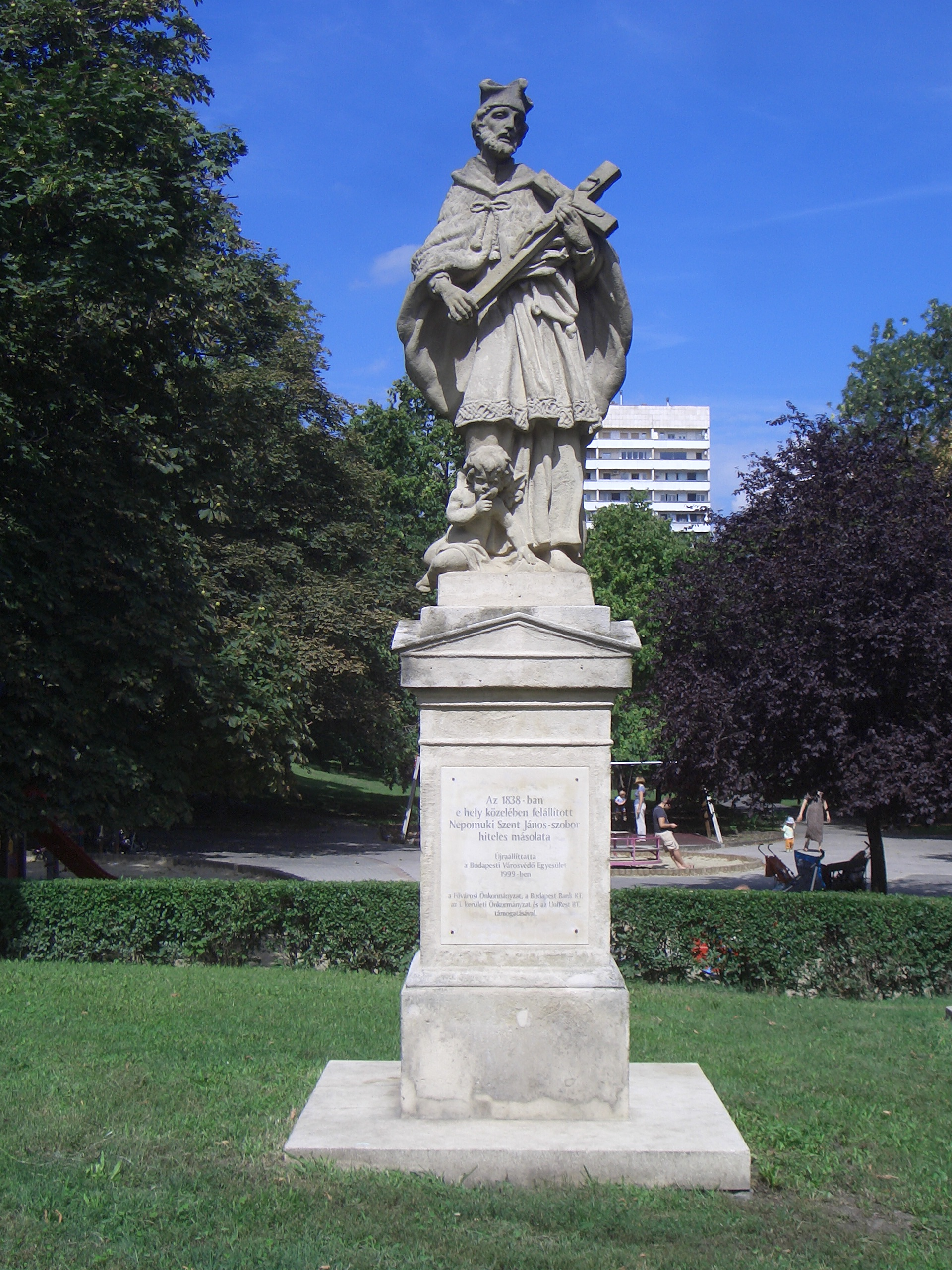
A budai Horváth-kertben
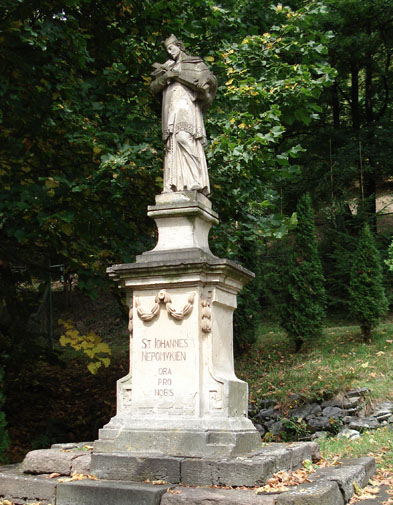
Felső-Hámorban, Miskolcon
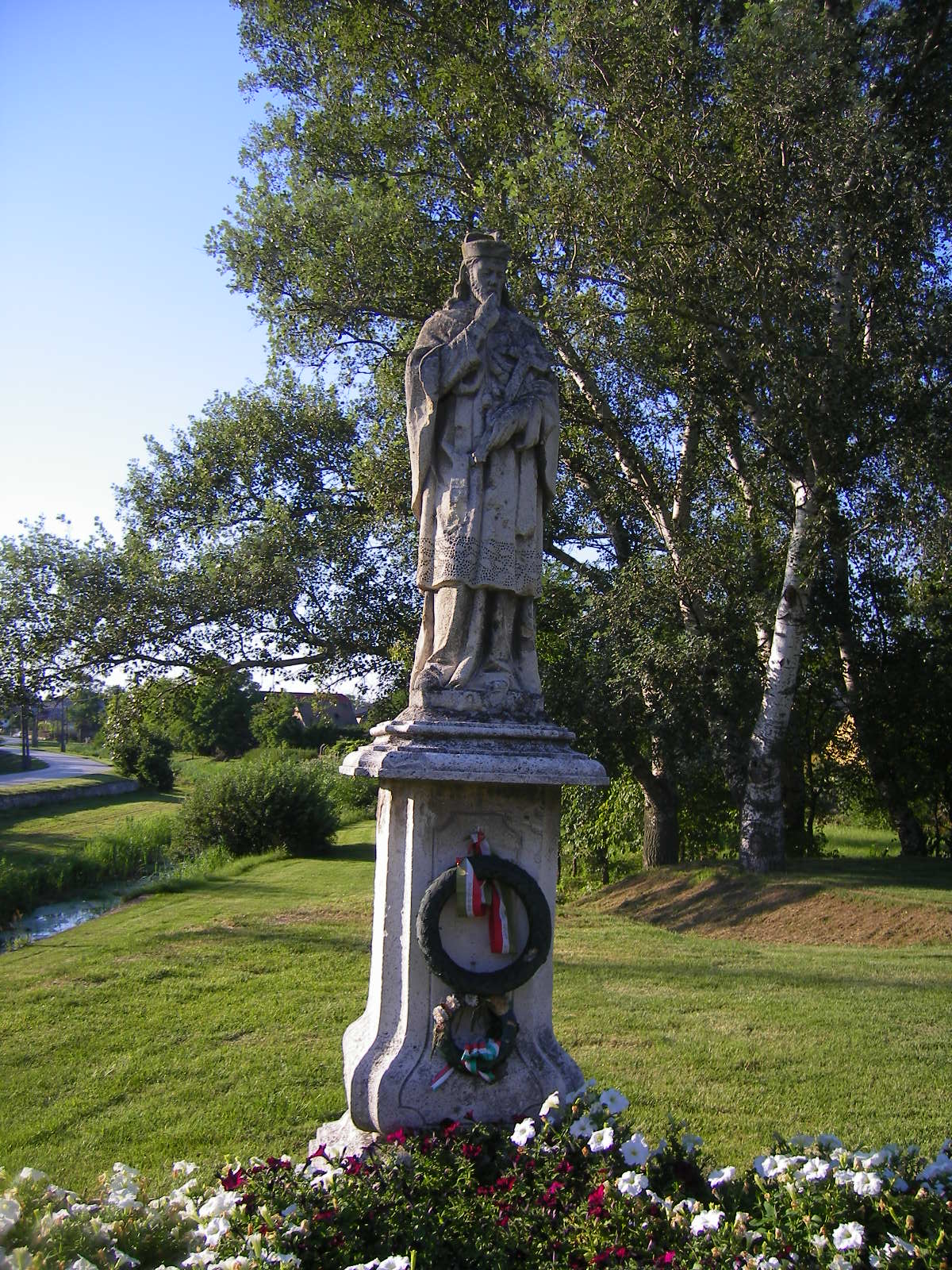
Nagyigmándon
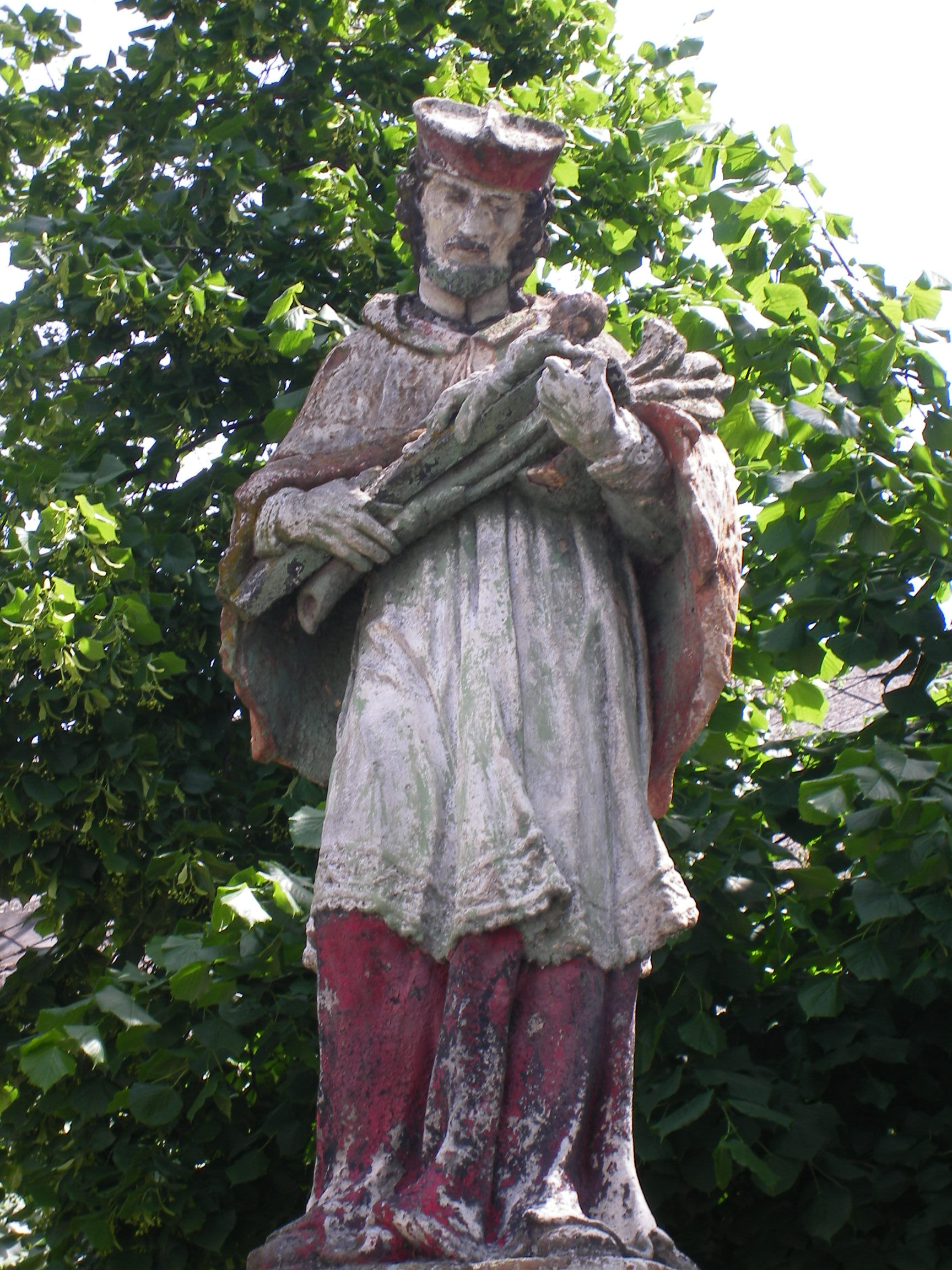
Ógyallán (Szlovákiában)
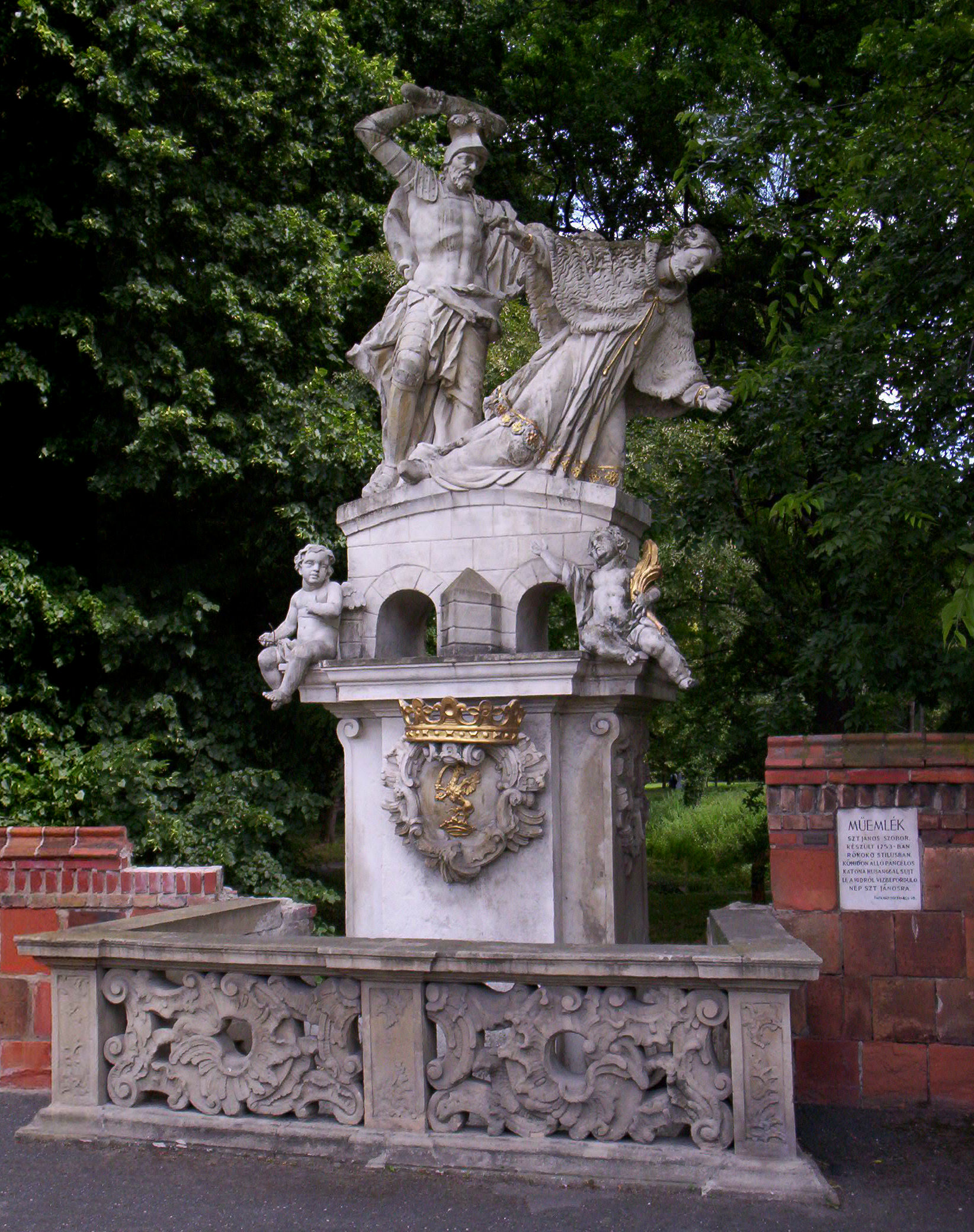
Pápán
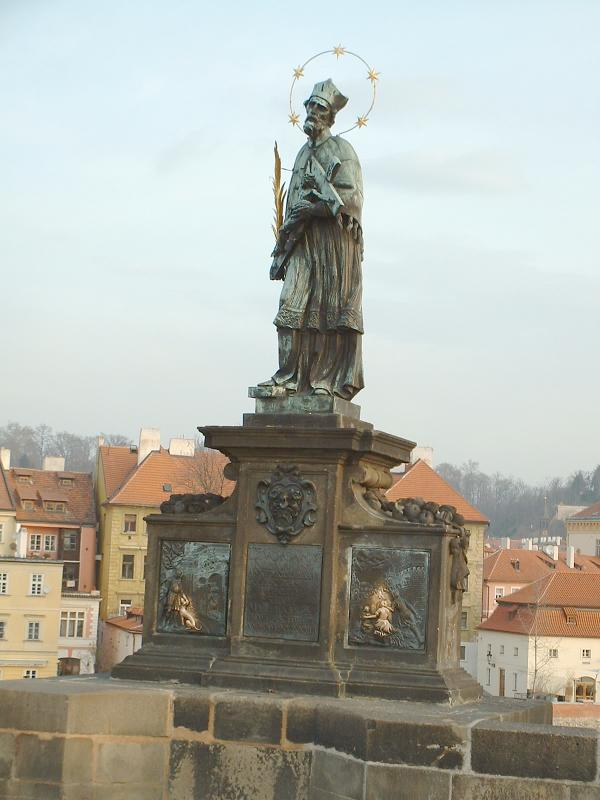
A prágai Károly hídon (Csehországban)
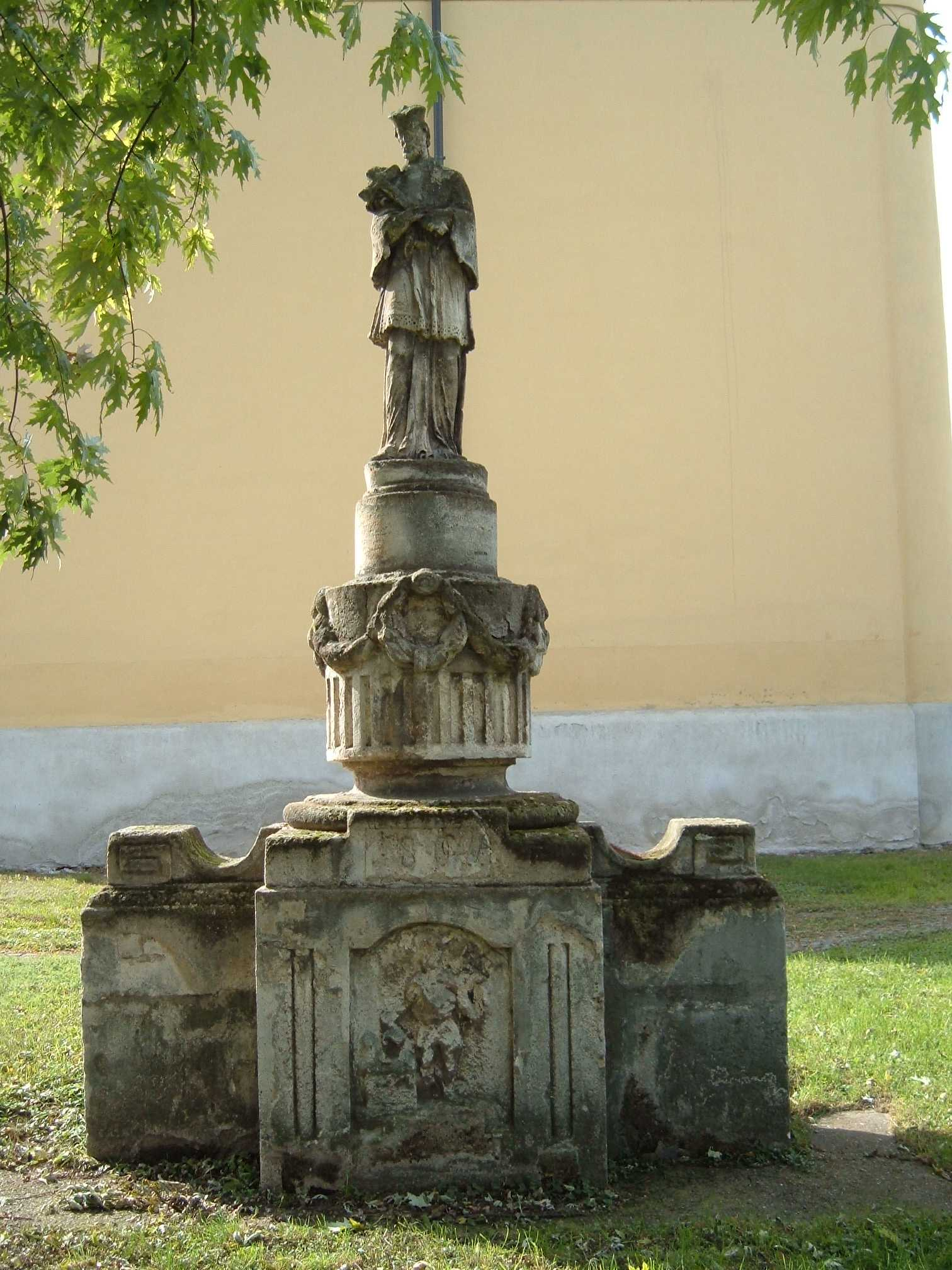
A szolnoki várban
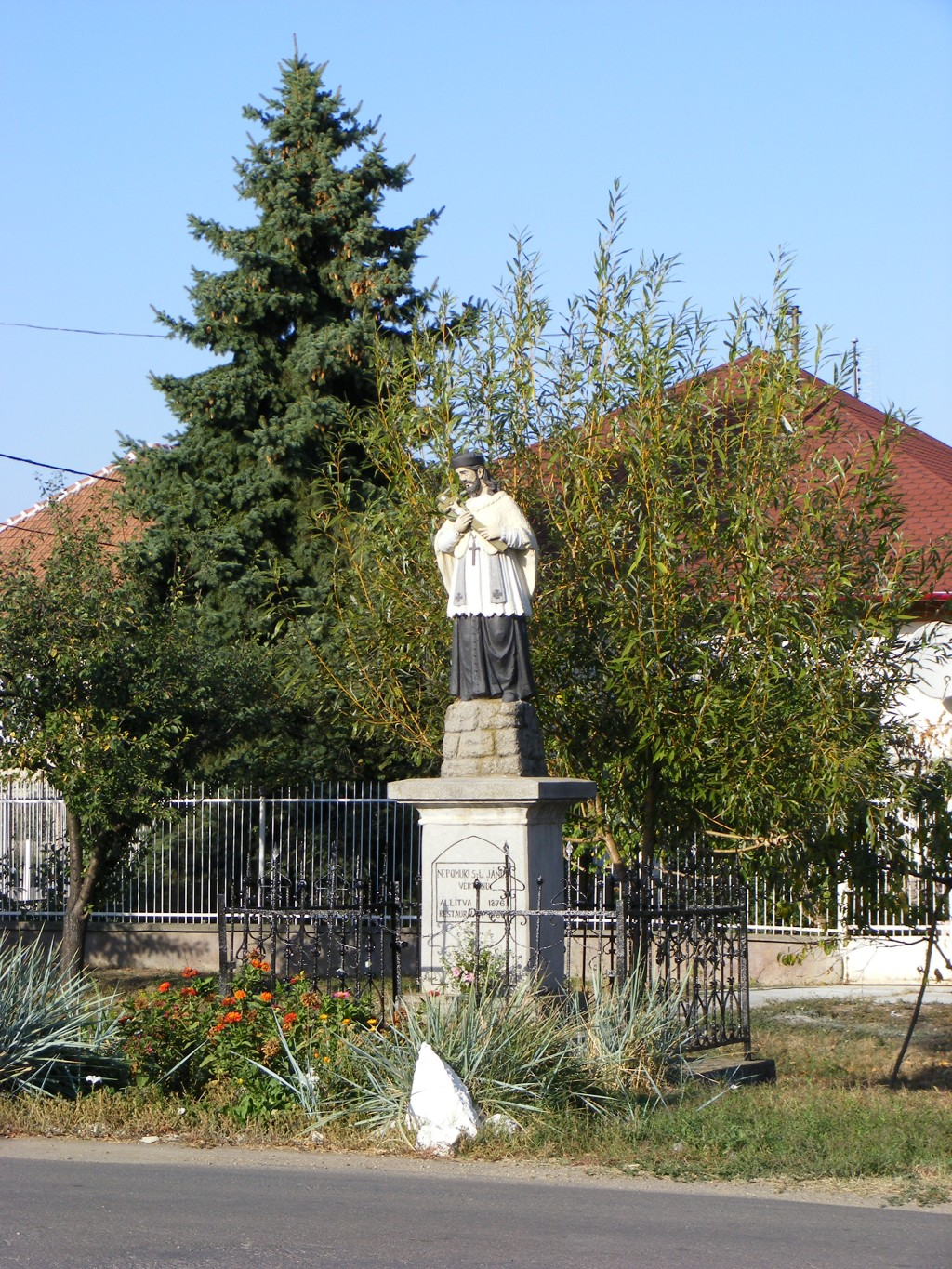
Szajolban
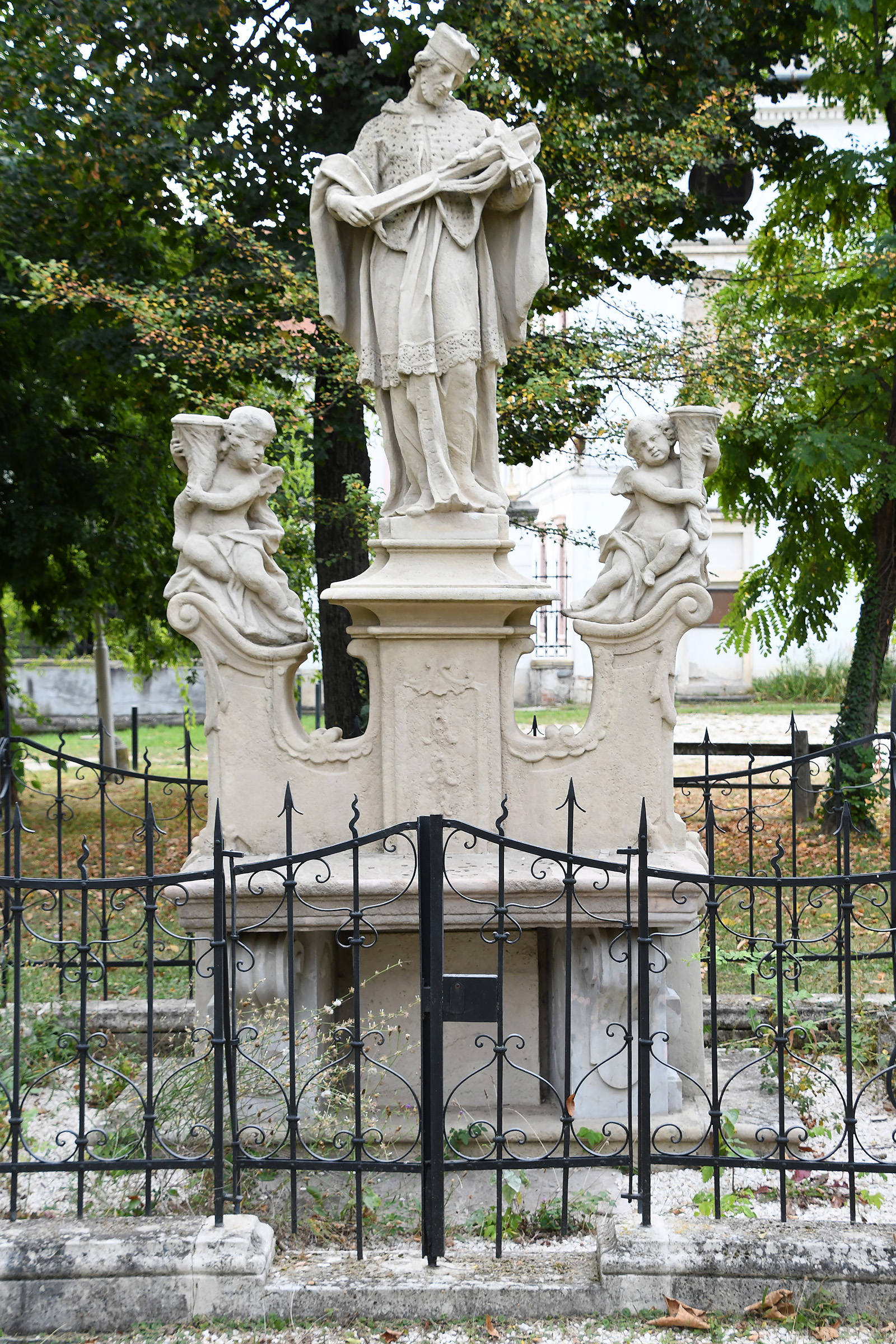
Gödöllőn
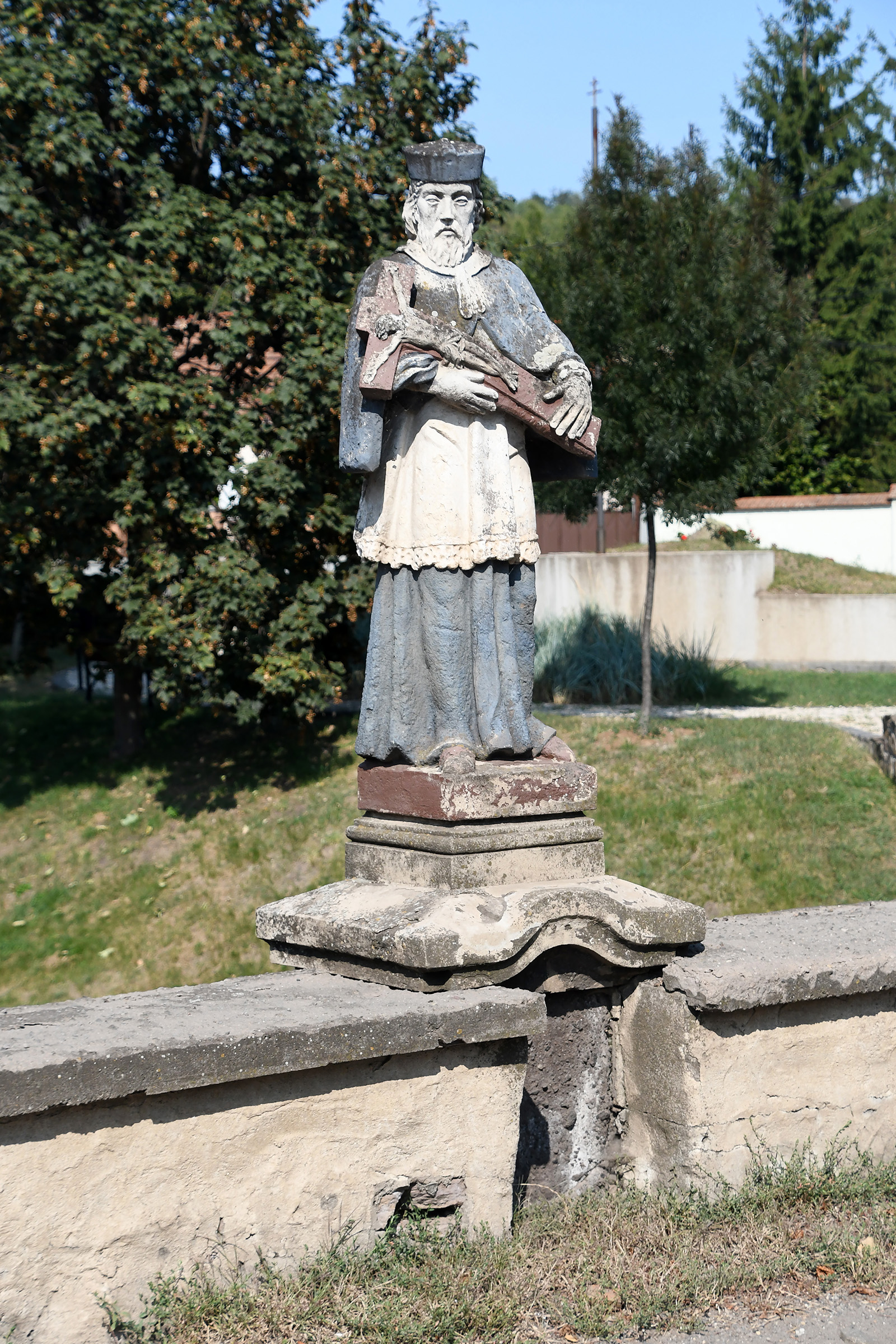
Gyöngyöspatán
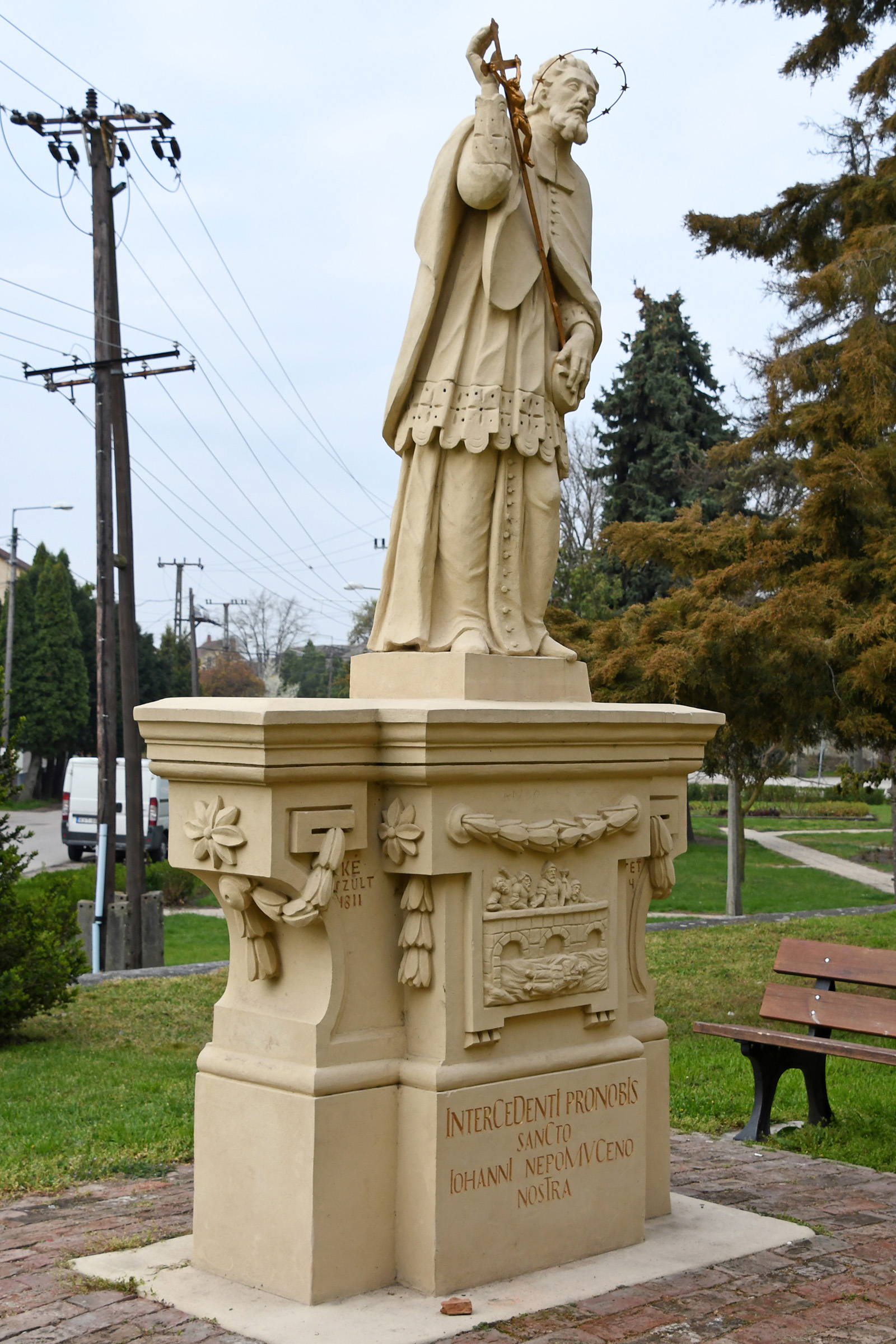
Kiskundorozsmán

  Lásd még: Magyarországi Nepomuki Szent János-szobrok képei (Wikimédia Commons)

### Csehországban
- Prágában a Károly hídon áll a szobra.

### Lengyelországban
- Wieliczkai sóbányák, Józef Piłsudski kamra.

### Magyarországon

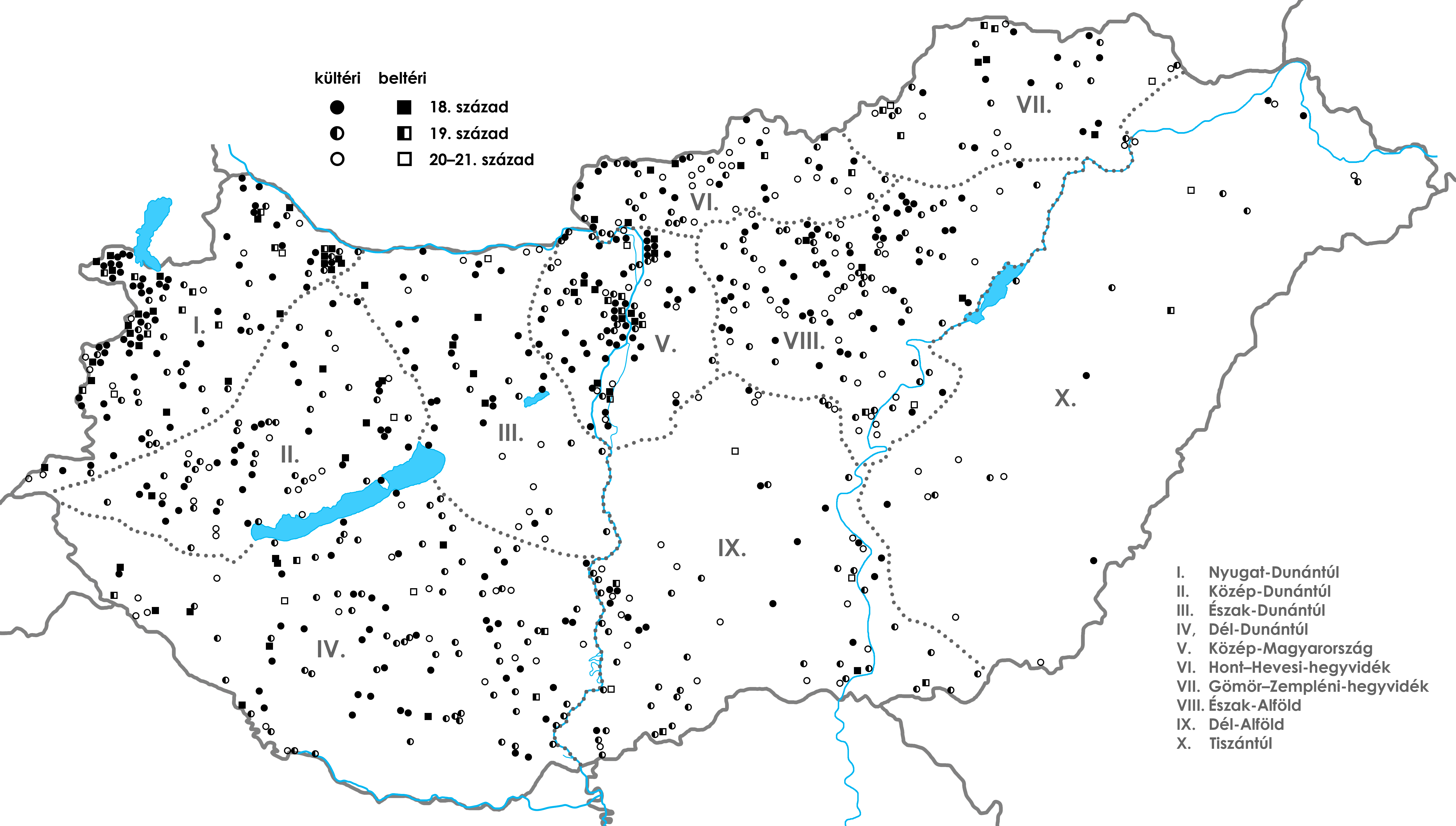
Nepomuki Szent János-szobrok Magyarországon

- Abasár, a római katolikus templom kertjében (19. század)
- Abda, a római katolikus templom mögött (18. század közepe)
- Abony, a római katolikus templomban (1826)
- Abony, a római katolikus kistemető ravatalozójának homlokzatán (1898)
- Abony, a római katolikus templom kertjében (1992)
- Acsalag, út mentén (18. század)
- Adács, a település nyugati peremén, út mentén (1779)
- Ádánd, a római katolikus templom kertjében (1813
- Adony, a Duna-parton (2014)
- Agyagosszergény, a római katolikus templom előtt (1831)[1]
- Ajka-Tósokberénd, a római katolikus templom kertjében (1790 körül)
- Akasztó, a római katolikus templom kertjében (1844)
- Alap, a római katolikus templom közelében, családi ház kertjében (1828)
- Alattyán, a római katolikus templom mögött (1914)
- Albertirsa, az irsai római katolikus plébánia kerítésfalában (1777 előtt)
- Aldebrő, a Tarna-híd közelében, út mentén (1800)
- Algyő, a Tisza töltésén (2017)
- Alsóbogát, a volt Festetics-uradalomba vezető út mentén (18. század)
- Alsómocsolád, a római katolikus templom kertjében (1819)
- Alsópetény, út szélén, lakóház kertjében
- Alsószölnök, a Szölnöki-patak hídja közelében, utak találkozásánál (2011)
- Apácatorna, a római katolikus templom bejárati oszlopfolyosóján (18. század közepe)
- Aparhant, az apari falurészen, az Aparhanti-patak hídjánál, szoborházban
- Apátfalva, utak találkozásánál, szoborházban (1824)
- Aranyosapáti, utak találkozásánál, szoborházban
- Árpás, a Nepomuki Szent János-kápolna oltárán (18. század)
- Attala, utak találkozásánál (1793)
- Babócsa, a római katolikus templom előtt (20. század)
- Bábolna, a római katolikus templom előtt (18. század)
- Bácsalmás, a Kossuth parkban, a Kígyós-főcsatorna gyaloghídjánál
- Badacsonytomaj, a Római út 57. szám alatti lakóház kerítésfalán, fülkében (1925)
- Bag, az Egres-patak hídjánál
- Baja, a szentjánosi Nepomuki Szent János-kápolna előtt (1855)
- Bajót, a Bajóti-patak hídfőjénél (2005)
- Bakonybél, a bencés templom és monostor kertjében (1871)
- Bakonyjákó, út mentén, fülkében (1817)
- Bakonyszentiván, a Csángota-ér hídjának közelében, út mentén (1920)
- Bakonyszombathely, a római katolikus templom kertjében (1794)
- Balassagyarmat, a római katolikus templomban
- Balassagyarmat, a római katolikus templom kertjében
- Balassagyarmat, az Ipoly-híd déli hídfőjénél
- Balatonalmádi-Vörösberény, a Séd hídjánál (18. század)
- Balatonendréd, a római katolikus templom kertjében
- Balatonkenese, Vizesárok hídjának mellvédjén (1998)
- Balatonkeresztúr, a római katolikus templom kertjében
- Balatonlelle, utak találkozásánál (1797)
- Balmazújváros, (1829)
- Bár, a Véméndi-patak hídjánál
- Báránd, szoborházban (18. század)
- Barcs, a Dráva partján (2007)
- Bárna, a Bárna-patak hídjánál (1883)
- Báta, a Bátai-Holt-Duna-ág hídjánál (1807)
- Bátaszék, a település határában, út mentén, szoborházban (18. század)
- Bátonyterenye-Maconka, utak találkozásánál (2014)
- Bátor, utak találkozásánál, szoborházban
- Battonya, a római katolikus templomnál (1903)
- Bátya, út mentén, szoborházban (18. század)
- Békéssámson, a Sámson–Apátfalvi-Száraz-ér partján (1946)
- Beled, a római katolikus templomban
- Bérbaltavár, a baltavári településrészen, a Szent János-patak hídjánál (1915)
- Berhida, a település peremén, út mellett
- Berkenye, út mentén (1857)
- Bernecebaráti, a Bernecei-patak közelében
- Berzence, utak találkozásánál, Golgota-szoborcsoport mellékalakja (1880)
- Besenyőtelek, a római katolikus templom mellett, családi ház előkertjében (18. század)
- Besenyszög, utak találkozásánál
- Bezenye, a római katolikus templom előtt (1746)
- Bicske, a római katolikus templom előtt (1770 körül)
- Boconád, a római katolikus templom kertjében (1807)
- Bodajk, út mellett (1803)
- Bódvaszilas, a római katolikus templomban
- Bogács, a római katolikus templom kertjében (1824)
- Boldog, a római katolikus templom kertjében (1769)
- Boldogkőváralja, a római katolikus templom kertjében (1861)
- Bóly, a római katolikus templom délkeleti homlokzatán, fülkében (1762)
- Bóly, utak találkozásánál (1876)
- Boncodfölde, utak találkozásánál, szoborházban
- Bonyhád, a Völgységi-patak hídján (1926)
- Borsodszirák, a római katolikus templom mellett, utak találkozásánál (1839 körül)
- Bozsok, a Bozsoki-patak hídjánál, utak találkozásánál (1996)
- Bő, utak találkozásánál, fülkében
- Böhönye, a Rinya hídjánál (18. század)
- Bölcske, utak találkozásánál, deszkapavilonban (1804)
- Bucsu, a római katolikus templomban
- Budajenő, a római katolikus templom előtt (1870)
- Budakeszi, a római katolikus templom előtt (1997)
- Budaörs, a római katolikus templom toronyfülkéjében (18. század közepe)
- Budaörs, utak találkozásánál (1852)
- Budapest I. kerület, Krisztinaváros, a Horváth-kertben (1999)
- Budapest I. kerület, Várnegyed, a Szentháromság-oszlopon (1713)
- Budapest I. kerület, Várnegyed, a Bécsikapu tér 6. szám alatti ház homlokzati fülkéjében (18. század)
- Budapest I. kerület, Várnegyed, az Úri utca 58. szám alatti Forgách–Asbóth-palota kapuja fölött (1791)
- Budapest I. kerület, Víziváros, a Corvin tér 3. szám alatti ház homlokzati fülkéjében (1777)
- Budapest II. kerület, Országút, a ferences templomban (18. század)
- Budapest II. kerület, Országút, utak találkozásánál (2011)
- Budapest II. kerület, Pesthidegkút, a pesthidegkút-ófalui római katolikus templom előtt, fülkében (18. század)
- Budapest II. kerület, Újlak, a római katolikus templomban (19. század)
- Budapest III. kerület, Békásmegyer, a Rózsadomb utca 35. számú lakóház kertjében
- Budapest III. kerület, Óbuda, az óbudai római katolikus plébániatemplom előtt (1753)
- Budapest V. kerület, Belváros, az Egyetemi templomban
- Budapest V. kerület, Belváros, a Szent Mihály-templomban
- Budapest VIII. kerület, Kerepesdűlő, a Fiumei úti sírkertben, a falsírboltok sorában (1865 körül)
- Budapest IX. kerület, Ferencváros, a Tompa utca 12. szám alatti lakóház, fülkéjében
- Budapest XII. kerület, Kútvölgy, a Szent János Kórház fogadócsarnokában (1994)
- Budapest XII. kerület, Virányos, a Csermely utca 16. szám alatti lakóház kertjében
- Budapest XIII. kerület, Vizafogó, építőipari vállalat hídtörténeti parkjában
- Budapest XXI. kerület, Csepel, a római katolikus templom parkjában, szoborházban (1721)
- Budapest XXII. kerület, Budafok, utak találkozásánál (1750 körül)
- Budapest XXII. kerület, Nagytétény, a Rudnyánszky-kastély parkjában, szoborházban (1740 körül)
- Budapest XXIII. kerület, Soroksár, a Gyáli-csatorna hídjánál (1785 körül)
- Buják, a Bujáki-patak hídjánál (1912)
- Buzsák, a János-hegyi pincesoron (1872)
- Bükkábrány, a római katolikus templom kertjében (1902)
- Bükkösd, a római katolikus templom homlokzatán, fülkében (1792)
- Bükkösd, kisebb vízfolyás hídjának keleti oldalán (1800)
- Cece, a Sárvíz-csatorna hídjánál (18. század végén)
- Ceglédbercel, a római katolikus templom homlokzati fülkéjében
- Ceglédbercel, a református templom közelében, az egykori temetőkert helyén (2017)
- Cered, a római katolikus templomban (18. század)
- Cikó, patakhídon (18. század)
- Csabrendek, utak találkozásánál (19. század eleje)
- Csákánydoroszló, a nagycsákányi településrészen, a Batthyány-kastély egykori parkjában (18. század)
- Csanádpalota, a római katolikus templom előtt, szoborházban (1826 előtt)
- Csány, a római katolikus templom mögött (18. század vége)
- Csanytelek a római katolikus templom kertjében (1842)
- Csapod, a római katolikus templomban (18. század)
- Csátalja, a római katolikus templom előtt (1899)
- Csatár, a római katolikus templom kertjében, fülkében (18. század második fele)
- Csatka, külterületen, a szentkúti kegytemplom közelében (18. század)
- Csécse, az egykori római katolikus plébánia kertjében
- Csepreg, a római katolikus Szentkút-kápolna homlokzatán, fülkében (18. század)
- Csepreg, a római katolikus templomban
- Cserhátsurány, utak találkozásánál, fülkében
- Csitár, az egykori plébánia homlokzati fülkéjében (1850)
- Csolnok, a Janza-patak hídjánál (2010)
- Csongrád, a Szent János téri Nepomuki Szent János-díszkút főalakja (1987)
- Csongrád, a hajóhídhoz vezető úton, a töltés tetején (1992)
- Csorna, utak találkozásánál, szoborházban (19. század)[1]
- Csömör, a Csömöri-patak közelében (1771)
- Csörnyeföld-Vörcsök, a Nepomuki Szent János-kápolnában
- Csörötnek, a Rába-híd közelében, utak találkozásánál (1780)
- Dabas-Sári, külterületen, a Mánteleki úti Fájdalmas Szűzanya-kápolna mellett (1796)
- Dabas-Sári, utak találkozásánál (1992)
- Dány, a Dányi-ág partján (2011)
- Dávod, a Szentháromság-oszlop mellékalakja (1865)
- Dávod, utak találkozásánál (1908)
- Detk, a Bene-patak hídjának közelében, út mentén (1837)
- Diósberény, út mentén, családi ház kertjében
- Diósd, a Felsőkút-patak hídjánál (18. század második fele)
- Dombóvár, külterületen, szőlőhegyre vezető út elején (1906)
- Dömös, a Kossuth Lajos utca 35. számú lakóház kertjében (1777)
- Drávatamási, a római katolikus templom mellett
- Drégelypalánk, a Hévíz-patak közelében
- Drégelypalánk, a Szentháromság-oszlop mellékalakja (1876)
- Dunabogdány, utak találkozásánál (1770)
- Dunaharaszti, a római katolikus templom kertjében (1716)
- Dunakiliti, utak találkozásánál, a temető kerítésfalában (1783)
- Dunaszekcső, a római katolikus templom előtt (1810)
- Dunaszentbenedek, a római katolikus templom kertjében (19. század)
- Dusnok, a Vajas-fok hídjánál (19. század első fele)
- Eger, az egykori jezsuita (majd ciszterci) rendház kocsifelhajtójánál (1727 körül)
- Eger, a Tárkányi Béla utca 12. szám alatti ház homlokzati fülkéjében (1753)
- Eger, a Dobó István tér 5. szám alatti Ruzsin–Offenbacher-ház homlokzati fülkéjében (18. század második fele)
- Eger, a Butler-ház homlokzati fülkéjében (18. század)
- Egerfarmos, utak találkozásánál, lakóház sarokfülkéjében (19. század)
- Egerszalók, utak találkozásánál (1800 körül)
- Egerszólát, út mentén (1799)
- Egervár, a római katolikus plébánia előkertjében
- Egyek, a római katolikus templom közelében, utak találkozásánál (19. század közepe)
- Emőd, a római katolikus templom előtt
- Endrefalva, a római katolikus templom kertjében, a Félfalu-patak hídjánál (1902)
- Ercsi, a római katolikus templom kertjében (18. század második fele)
- Ercsi, a római katolikus templomban
- Ercsi, a Rába-patakon átívelő Szent János nagyhídnál (1996)
- Érd, az ófalui római katolikus templom kertjében (18. század)
- Erdősmecske, a római katolikus templommal szemben (1808)
- Erk, a temetőben (1819)
- Érsekvadkert, utak találkozásánál
- Esztergom, a belvárosi római katolikus templom kertfalában, fülkében (1723)
- Esztergom, a szentgyörgymezői római katolikus templom kertjében (1818)
- Esztergom, a Szent Erzsébet híd keleti hídfőjénél, fülkében (19. század, újra felállítva 2002)
- Etyek, út mentén, a Magyar-kútnál
- Fadd, a római katolikus templom kertjében (1894)
- Fajsz, a római katolikus templom előtt
- Fegyvernek, a Büdös-ér szapárfalui hídjánál, szoborházban (1775)
- Fehérgyarmat, a római katolikus templomnál (1810)
- Feldebrő, a temető bejáratánál (1781)
- Felsőcsatár, utak találkozásánál (18. század)
- Felsőrajk, a római katolikus templomot övező temetőben (19. század közepe)
- Felsőszentiván, a Bokodi-Kígyós-csatorna hídjánál
- Felsőzsolca, Külterületen, a Kis-Sajó hídjánál (2000)
- Fényeslitke (1990)
- Fertőboz, út mentén, családi ház kertjében
- Fertőrákos, a római katolikus templom kertjében (18. század eleje)
- Fertőrákos, a Rákos-patak közelében, az egykori uradalmi magtár falfülkéjében (1731)
- Fertőszéplak, a római katolikus templom déli oldalkapuja fölött (1728–1735 között)
- Fertőszéplak, a Szent Szív-szoborcsoport mellékalakja (1736)
- Fertőszéplak, a római katolikus templom előtt (18. század)
- Foktő, a Csorna–Foktői-csatorna gyaloghídjánál (1862 körül)
- Forró, a római katolikus plébánia kapuházának homlokzati fülkéjében
- Földeák, a római katolikus templom kertjében (1858)
- Füzesabony, a római katolikus templom kertjében (1842)
- Galgahévíz, út mentén (1892)
- Gálosfa, a római katolikus templom kertjében (1795)
- Gálosfa, kisebb vízfolyás hídjánál (18–19. század fordulója)
- Géderlak, a temető bejáratánál
- Gerde, a település főutcájának északi végén (19. század első fele)
- Geresdlak, út mentén, a Bucz-kereszt posztamensének fülkéjében
- Girincs, út menti parkban (1815)
- Gógánfa, a római katolikus templom kertjében (1782)
- Gödöllő, a Grassalkovics-kastély parkjában (1750)
- Gönc, a Gönci-patak hídjánál
- Gyalóka, a római katolikus templom előtt (18. század második fele)[1]
- Gyarmat, utak találkozásánál (1903)
- Gyenesdiás, az aldiási Szent János-forrásnál (1828)
- Gyomaendrőd, az endrődi római katolikus templom közelében, út menti szoborházban (1829)
- Gyomaendrőd, a Körös-holtág felett átvezető gyomai Erzsébet híd mellvédjén (1994)
- Gyöngyös, a Nagy-patakon átvezető híd melletti Nepomuki Szent János-kápolnában
- Gyöngyös, a Gyöngyös-patak gyöngyöspüspöki hídjánál
- Gyöngyöshalász, a római katolikus templom kertjében (1767)
- Gyöngyösoroszi, a római katolikus templom kertjében
- Gyöngyöspata, a Danka-patak fölött átívelő kőhíd mellvédjén (1806)
- Gyöngyössolymos, a Gyöngyös-patak melletti szoborházban (18. század vége)
- Győr, a bencés templom homlokzati fülkéjében (1726)
- Győr, a bencés templom főoltárán (1744)
- Győr, a belvárosi Széchenyi tér 1. számú lakóház homlokzati fülkéjében (18. század közepe)
- Győr, a Nepomuki Szent János-kápolna oltárán
- Győr, az újvárosi Kossuth Lajos utca 21. szám alatti ház homlokzati fülkéjében (1800 körül)
- Győr, a Mosoni-Dunán átívelő Kossuth híd révfalui hídfőjénél (1831)
- Gyula, a Szent János-ároknál (1729/1730)
- Hajmáskér, a római katolikus templom kertjében
- Hajós, a római katolikus templom homlokzati fülkéjében (1728)
- Hajós, a római katolikus templom előtt (18. század közepe)
- Halászi, a Mosoni-Duna hídja közelében, szoborházban (1895)
- Háromfa, út mentén (1776)
- Hatvan, a Zagyva hídjánál (1930)
- Hegyesd, az Eger-víz felett átívelő kőhíd mellvédjén, fülkében (19. század)
- Héhalom, a római katolikus templom előtt
- Hejce, a római katolikus plébánia falfülkéjében
- Hercegszántó, a római katolikus templom kerítésfülkéjében (19. század)
- Heréd, a Bér-patak hídjának közelében, lakóház kertjében
- Herencsény, a Fekete-víz partján
- Heves, a római katolikus templom kertjében
- Hevesvezekény, utak találkozásánál (1829)
- Hidasnémeti, a Hernád-hídnál (1748)
- Hidegség, a római katolikus plébánia mellett (1744)[1]
- Hidvégardó, a római katolikus templom mellett
- Hódmezővásárhely, a római katolikus templom kertjében (19. század)
- Hódmezővásárhely (1890)
- Homokmégy-Halom, utak találkozásánál (1998)
- Hont, kisebb vízfolyás hídjánál
- Hort, a római katolikus templom előtt
- Hosszúhetény-Kisújbánya (2005)
- Iharosberény, az Inkey-kastély közelében, utak találkozásánál (1815)
- Ikrény, a római katolikus templom kertjében (19. század)
- Ipolydamásd, út mentén (1806)
- Ipolytölgyes, út mentén (18. század második fele)
- Iregszemcse, a Nepomuki Szent János-kálváriakápolnában (18. század)
- Iszkaszentgyörgy, a római katolikus plébánia kerítésfülkéjében (1818)
- Ivánc, út menti parkban (1818)
- Ják, a Jáki-Sorok mellékágának partján
- Jákfa, a rábakövesdi településrészen, út mentén (1770 körül)
- Jánoshalma, a római katolikus templom kertjében (19. század eleje)
- Jánoshida, a római katolikus templom kertjében (18. század)
- Jánossomorja, a mosonszentjánosi római katolikus templom mellett (1746 körül)
- Jánossomorja-Hanságliget, a Bordacs–Császárréti-csatorna hídjánál, fülkében (2006)
- Jászalsószentgyörgy, a templommal szemközt (1764)
- Jászapáti, a római katolikus templom déli kertkapuján (1784)
- Jászapáti, út mentén (1979)
- Jászárokszállás, a Gyöngyös-patak hídjánál (1783)
- Jászberény, a belvárosi római katolikus plébánia kertfalában, fülkében (1728)
- Jászberény, a külterület külsőzúgói részén (1800)
- Jászberény, a pelyhesparti városrészen, a Városi-Zagyva hídjánál (1813)
- Jászdózsa, a Holt-Tarna hídjánál (2014)
- Jászfelsőszentgyörgy, út mentén (2000)
- Jászfényszaru, utak találkozásánál (1948)
- Jászjákóhalma, a Tarna hídjánál (1903)
- Jászkisér, a római katolikus templom kertjében (1775)
- Jászladány, a római katolikus templom kertjében (1808)
- Jászszentandrás, a római katolikus templom kertjében (1892)
- Jásztelek, a római katolikus templom homlokzati fülkéjében (1765)
- Kaposváron,
- Karácsondon,
- Káptalanfán, a Kígyós patakon átívelő Szent János hídon. A szobor 1794-ben készített eredetije a káptalanfai plébániaudvaron áll,
- Kemendolláron,
- Kistarcsán,
- Kisbéren, 1770 táján készült, a Szent János téren áll,
- Kiskunfélegyházán, a városközpontban,
- Kistolmácson, a Kozár-forrásnál,
- Kiszomboron,
- Kónyban,[1]
- Körmenden a Rába partján,
- Kőszegen a Gyöngyös-patak Szent János-hídjánál,
- Kunszentmártonban a Főtér híd felőli oldalán,
- Makláron,
- Mohácson,
- Mogyoródon,
- Móron, a Kapucinus-templom előtt,[2]
- Mosdóson, a Kapos folyó hídja mellett,
- Nepomuki Szent János-oszlop Mosonmagyaróváron,[1]
- Nagyigmándon,
- Nagycenken,[1]
- Nagymaroson a Dám-on (Széchenyi-pihenő),
- Nemeskérben,[1]
- Osztopánban,
- Örvényesen a malom mellett,
- Pápán (lásd: Nepomuki Szent János-szobor (Pápa)),
- Ráckevén,
- Peresztegen,[1]
- Perkáta,
- Pinnyében,[1]
- Pusztafogacson szobra és a neki szentelt kápolna áll,
- Rajkán,[1]
- Romhányban,[3]
- Sándorfalván,
- Sásdon,
- Somogyapátiban,[4]
- Sopronban,[1]
- Sopronhorpácson,[1]
- Sülysápon,
- Szabadbattyánban,
- Szajolban,
- Szanyban ,
- Szarvasgedén,
- Szeged-Szentmihálytelken, a Maty-ér hídján,
- Szeged-Kiskundorozsmán,
- Szendrőládon,
- Szentlászlón,[5]
- Szigetmonostoron,
- Szolnokon az 1804-ben készült klasszicista stílusú szobor korábban a Tisza-híd hídfőjénél állt, ma a Szent István téren található,
- Tapolca-Diszelben,
- Tarnamérán, a Tarna-hídon,
- Tatán, a Szent János-patak hídján a Várkanyarban
- Tibolddarócon,
- Vassurányban,
- Vácon,
- Vácszentlászlón,
- Vágban,[1]
- Vámosmikolán,
- Verpeléten,
- Visontán,
- Völcsejben,[1]
- Zalaapátiban,
- Zebegényben,
- Zircen.

### Romániában
- Aradon, a legrégebbi köztéri szobor,[6]
- Borbándon, Gyulafehérvárról került át a római katolikus templomkertbe,
- Csíkszeredában, a Millenniumi templomban,
- Farkaslakán a római katolikus templom titulusa, itt található oltárkép és szobor,
- Gyergyószentmiklóson, képek a szoborról a Szoborlap.hu[halott link] oldalon,
- Máriaradnán, a ferences rendi kegytemplomhoz felvezető lépcsősor alján,
- Nagyszebenben, barokk kori szobor a római katolikus plébánia udvarán,
- Parajdon, sóból faragott szobor a sóbányában lévő neki szentelt ökumenikus kápolnában,[7]
- Rónaszéken, emlékmű: faszobor és neki szentelt kápolna,[8]
- Szilágycsehen, képek a A szilágycsehi búcsú oldalon,
- Szucsáván a római katolikus templom titulusa, a bejárat mellett a baloldali fülkében,
- Temesváron, szobor (a bánáti katolikusok védőszentje) 2013-ig a józsefvárosi római katolikus templom udvarán, azóta a Millenniumi templom előtt; és tiszteletére állított emlékmű a Szabadság-téren.[9]

### Szerbiában
- Horgoson,
- Szabadkán, egy Szabadság-téri ház szoborfülkéjében,
- Torontáltordán.

### Szlovákiában
- Bagotán (Nepomuki Szent János-oszlop),
- Bajmócon, egy kis kápolnában,
- Bélán,
- Bősön,
- Csábon,
- Homonnán,
- Izsán,
- Leleszen,
- Nagycétényben,
- Nagymegyeren,
- Nemespannon,
- Nyárasdon,
- Ógyallán,
- Oszlány főterén,
- Tallóson,
- Szentmihályfán,
- Szepsiben,
- Szímőn,
- Udvardon,
- Sajókirályiban.